# Katja Huber

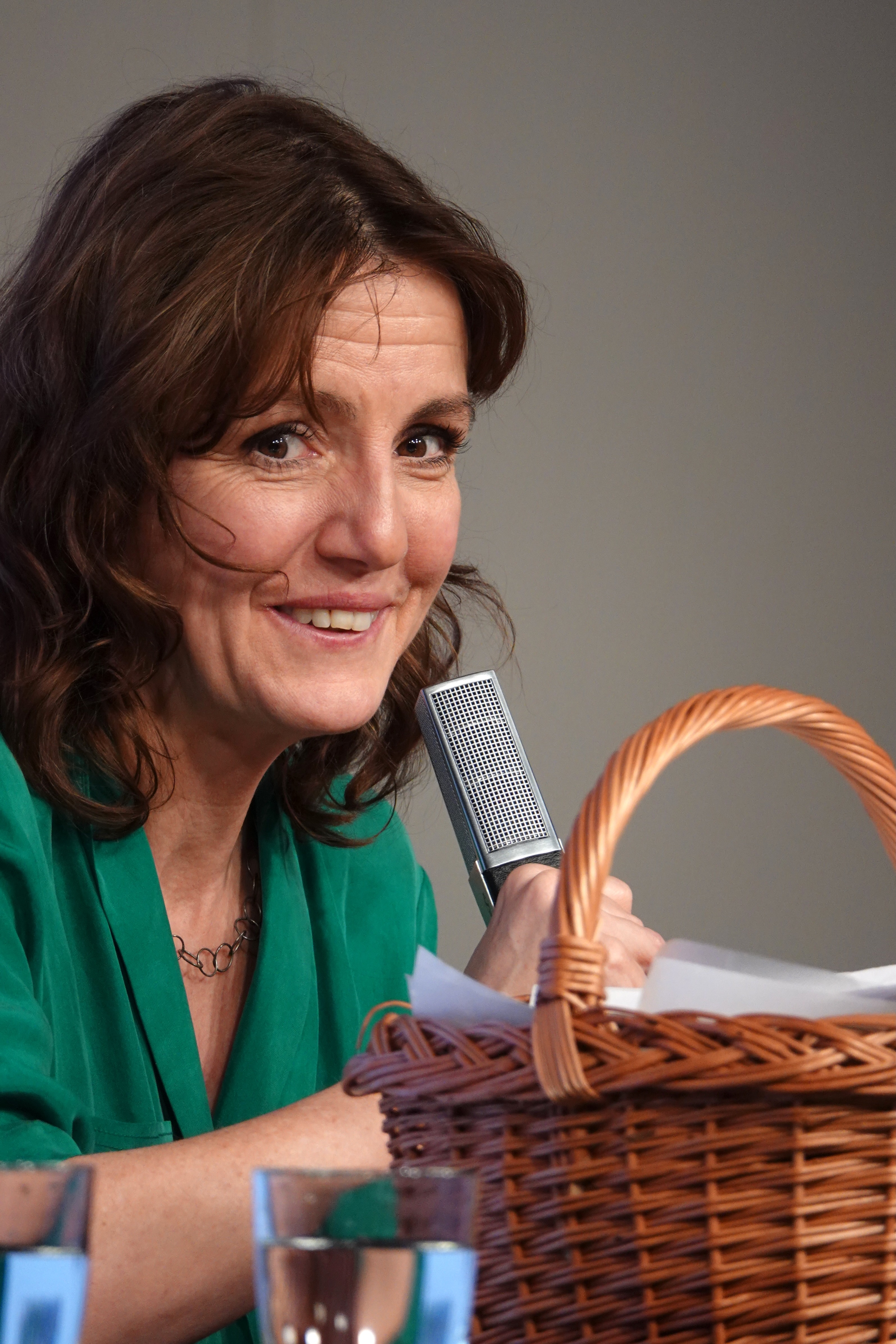
Katja Huber 2024

Katja Huber (* 12. Juli 1971 in Weilheim/Oberbayern) ist eine deutsche Schriftstellerin.

## Leben
Katja Huber studierte slawische Philologie und Politikwissenschaft an der Universität München, unterbrochen durch mehrere längere Aufenthalte in Wolgograd. Seit 1999 ist sie redaktionelle Mitarbeiterin des Bayerischen Rundfunks, seit 2014 vorwiegend für die Redaktion Hörspiel/Dokumentation/Medienkunst. Daneben verfasst Huber erzählerische Werke und Hörspiele. 2006 nahm sie am Ingeborg-Bachmann-Wettbewerb teil. Im gleichen Jahr erhielt die in München ansässige Autorin den Bayerischen Staatsförderpreis für Literatur. 2010 wurde ihr der Umweltmedienpreis der Deutschen Umwelthilfe in der Kategorie Hörfunk verliehen. 2024 wurde ihr der Ernst-Hoferichter-Preis verliehen.

## Werke
- Fernwärme. Roman. 141 S., Kirchheim, München 2005, ISBN 3-87410-103-7.[3]
- Reise nach Njetowa. Roman. 192 S. Kirchheim, München 2007, ISBN 978-3-87410-108-0.
- Coney Island. Secession Verlag für Literatur, Berlin u. Zürich 2012, ISBN 978-3-905951-13-4
- Acht Erwachungen. Fünf Erzählungen und ein Protokoll. Mit einem Vorwort von Katrin Schuster, E-Book. autorenedition sarabande, München 2013, ISBN 978-3-95607-011-2
- Nach New York! Nach New York! Roman, Secession Verlag für Literatur, Berlin u. Zürich 2014, ISBN 978-3-905951-33-2, ISBN 978-3-905951-36-3 (E-Book)
- Unterm Nussbaum. Roman, Secession Verlag für Literatur, 269 Seiten, 2018, Berlin u. Zürich 2018, ISBN 978-3-906910-42-0 und (E-Book) ISBN 978-3-906910-43-7